# Kalven (Ale-Skövde socken, Västergötland)
Kalven är en sjö i Lilla Edets kommun i Västergötland och ingår i Göta älvs huvudavrinningsområde.